# Ярко Кіндрат Омелянович
Кіндрат Омелянович Ярко (1915 — ?) — український радянський діяч, секретар Кіровоградського обласного комітету КПУ.

## Життєпис
Народився у вересні 1915 року.
Освіта вища. Член ВКП(б) з 1940 року.
Перебував на відповідальній партійній роботі.
На 1947—1948 роки — заступник завідувача відділу Кіровоградського обласного комітету КП(б)У.
На 1952—1953 роки — завідувач сільськогосподарського відділу Кіровоградського обласного комітету КП(б)У.
2 вересня 1954 — квітень 1955 року — секретар Кіровоградського обласного комітету КПУ з питань сільського господарства.
З квітня 1955 року — заступник міністра сільського господарства Української РСР — головний інспектор по цукрових буряках.
У 1957 — січні 1963 року — завідувач сільськогосподарського відділу Київського обласного комітету КПУ. У січні (офіційно 2 квітня) 1963 — грудні 1964 року — завідувач сільськогосподарського відділу Київського сільського обласного комітету КПУ.
12 грудня 1964 — 1965 року — начальник Київського обласного управління виробництва і заготівель сільськогосподарських продуктів — заступник голови виконавчого комітету Київської обласної ради депутатів трудящих. У 1965—1968 роках — начальник Київського обласного управління сільського господарства.
Подальша доля невідома.

## Нагороди
- орден Вітчизняної війни ІІ ст. (2.05.1945)
- два ордени Трудового Червоного Прапора (26.02.1958, 22.03.1966)
- орден «Знак Пошани» (23.01.1948)
- медалі
- Почесна грамота Президії Верховної Ради Української РСР (.09.1965)